# Clifford Stoll
Clifford Stoll (o Cliff Stoll) es un físico estadounidense, astrónomo, experto en ordenadores, y escritor. Se licenció por la Universidad de Arizona en 1980. Durante los años 60 y 70, Stoll fue ingeniero jefe ayudante en la WBFO, una emisora pública de radio en Buffalo, New York. 
Stoll ha escrito tres libros así como artículos sobre tecnología en la prensa no especializada (e.g., en Scientific American sobre la calculadora mecánica Curta). 
Stoll participó en la captura del hacker Markus Hess durante los años 1986 y 1987, cuando trabajaba en el Lawrence Berkeley National Laboratory en California. Sobre ello escribió en el libro "El huevo del cuco" y en el trabajo "Stalking the Wily Hacker", publicado en el "Professional Journal Communications of the ACM". 
También actuó como experto en la investigación del primer ejemplar de malware auto replicable que afectó a Internet, el Gusano Morris
En su libro de 1995, "Silicon Snake Oil", Stoll plantea preguntas sobre la influencia de Internet en la sociedad futura, y si esta será beneficiosa. Realiza varias predicciones, como la inviabilidad del comercio electrónico debida a la falta de contacto personal. 
Stoll está fascinado por los objetos de una sola superficie, y actualmente vende botellas de Klein a través de Internet. En sus propias palabras, es "mayoritariamente" un papá casero. Enseña física a estudiantes de octavo grado en la Tehiyah Day School, en El Cerrito, California. Stoll fue un regular colaborador del programa The Site, de la cadena MSNBC. Stoll es radioaficionado amateur, y su código QRZ es K7TA.